# Єгипет на літніх Олімпійських іграх 1948
Єгипет брав участь у Літніх Олімпійських іграх 1948 року у Лондоні (Велика Британія) ушосте за свою історію, і завоював дві золоті, дві срібні та одну бронзову медалі.

## Золото
- Важка атлетика, чоловіки — Ібрагім Шамс.
- Важка атлетика, чоловіки — Махмуд Фаяд.

## Срібло
- Важка атлетика, чоловіки — Аттіа Хамуда.
- Важка атлетика, чоловіки — Алі Хассан.

## Бронза
- Греко-римська боротьба, чоловіки — Ібрагім Орабі.